# Un-balanced
『un-balanced』（アンバランス）は、平井堅の1作目のオリジナル・アルバム。1995年7月7日にSony Recordsから発売された。2000年10月1日にDefSTAR RECORDSから再発売された。

## 解説
デビュー・シングル「Precious Junk」（フジテレビ系テレビドラマ『王様のレストラン』主題歌）を含む、ファースト・アルバム。
「SDオーディション」を経てレコード会社と契約が決まった後、スタッフから曲を作るよう促され、経験がないまま山下俊とレコーディング・スタジオにこもって20〜30曲を制作した。その中から選ばれた楽曲が本アルバムの収録曲となっている。
もうひとつのデビュー曲候補であったという「青空」も収録されている。
当時のR&B色は薄く、AORポップス・シンガーの色合いが強い作品が並んでいる。
CDジャケット写真では座ってはいるものの、唯一全身が写っているアルバム・ジャケットである。

## 収録曲
| 全作詞: 平井堅。 |                            |           |                                  |                    |      |
| #                | タイトル                   | 作詞      | 作曲                             | 編曲               | 時間 |
| 1.               | 「二人の迷路」             | 平井堅    | 平井堅                           | 武部聡志           | 5:30 |
| 2.               | 「Negative」               | 平井堅    | 平井堅、ジョー・リノイエ         | ジョー・リノイエ   | 4:37 |
| 3.               | 「Precious Junk」          | 平井堅    |                                  | ジョー・リノイエ   | 5:26 |
| 4.               | 「笑顔」                   | 平井堅    | 平井堅                           | 武部聡志           | 5:54 |
| 5.               | 「片方ずつのイヤフォン」   | 平井堅    | 平井堅                           | 羽田一郎、松浦晃久 | 5:13 |
| 6.               | 「EASY」                   | 平井堅    | 平井堅                           | ジョー・リノイエ   | 4:52 |
| 7.               | 「破りたい」               | 平井堅    | 平井堅、山下俊                   | 羽田一郎、松浦晃久 | 4:30 |
| 8.               | 「青空」                   | 平井堅    | 平井堅、山下俊、ジョー・リノイエ | ジョー・リノイエ   | 4:34 |
| 9.               | 「花びら」                 | 平井堅    | 平井堅、山下俊                   | ジョー・リノイエ   | 5:06 |
| 10.              | 「White ～僕に会いたい～」 | 平井堅    | 平井堅、山下俊                   | ジョー・リノイエ   | 5:17 |
| 11.              | 「STAR」                   | 平井堅    | 平井堅、山下俊                   | ジョー・リノイエ   | 5:32 |
| 合計時間:        | 合計時間:                  | 合計時間: | 合計時間:                        | 56:31              |      |

### 楽曲解説
1. 二人の迷路
2. Negative

1. Precious Junk
  - 1stシングル
2. 笑顔
  - 初めてレコーディングで歌入れをした、という楽曲[3]。
3. 片方ずつのイヤフォン
  - 2ndシングル
  - テレビ朝日系「VIDEO JAM」オープニングテーマ
4. EASY
5. 破りたい
6. 青空
7. 花びら
8. White ～僕に会いたい～
9. STAR

## 演奏
- 平井堅
  - Vocal
  - Chorus (#1-5.7.8.9.10)
  - Chorus Arrangement (#4)
- ジョー・リノイエ
  - Alto Sax (#1.6.8.10)
  - Tenor Sax (#6.8.10)
  - EWI Windsynth (#8)
  - Soprano Sax Solo (#11)
  - All Keyboards (#2.3.10)
  - Chorus (#2.3.8.9.10)
  - Horn Arrangement (#2.3.6.8.9.10.11)
- 鳥山雄司：Guitar (#1)
- 武部聡志
  - Keyboards (#1)
  - All Keyboards (#4)
- 大竹敏夫：Synthesizer Operation (#1.4)
- 仁科かおり：Chorus (#1.5.7)
- 野口郁子：Chorus (#1.7)
- Bernard Davis：Drums (#2.6.9.10.11)
- 鈴川真樹：Guitar (#2.3.8.10)
- Tim Regusis
  - Piano (#2.6.11)
  - All Keyboards (#6)
  - Electric Piano (#9.10)
- Herb Hubel：Trombone, Horn Arrangement (#2.3.6.8.9.10.11)
- エリック・ミヤシロ
  - Trumpet (#2.6.8.9.10)
  - Flugelhorn (#9.10)
- ハリー細谷
  - Synthesizer Operation (#2.3.6.8.9.10.11)
  - Drum Programming (#8)
- 宮田繁男：Drums (#3.5)
- 美久月千晴：Bass (#3.4)
- 松浦晃久
  - Piano (#3)
  - All Keyboards (#5.7)
  - Chorus (#5)
- 桑野聖：Violin (#3.8.11)
- 小林一：Percussion (#3)
- Jody Espina：Alto Sax & Tenor Sax (#3)
- Barry Danielian：Trumpet (#3)
- 神崎まき：Chorus (#3.8.9.10)
- 江口信夫：Drums (#4)
- 松下誠：Guitar (#4)
- 高水健司：Bass (#5.7)
- 羽田一郎：Guitar (#5.7)
- Chris Taylor：Guitar (#6.9.11)
- Leo Traversa：Bass (#6.9.10.11)
- 山木秀夫：Drums (#7)
- 中島オバヲ：Percussion (#9)
- 飯田舞子、井越喜子、市川“いっちぃ”直子、井科格、岩田雅和、大野純一、大原葉子、樫田奈都、KAWORI、神田恭子、菊池“ケン”典重、國重真由美、小島恵美子、佐々木美佐子、芝原チヤコ、千田祥子、高木千寿、タキチとコージ、玉城歩、TAMA-SHOW、テッシー豊島、星牧人、細野彰子、松崎洋子、柳沢尚子、山下俊：Ken's “GAYA” Chorus Team (#10)

## 関連作品
- Precious Junk

Ken Hirai 10th Anniversary Complete Single Collection '95-'05 歌バカ
- 片方ずつのイヤフォン

Ken Hirai 10th Anniversary Complete Single Collection '95-'05 歌バカ